# Robert Czerweny von Arland

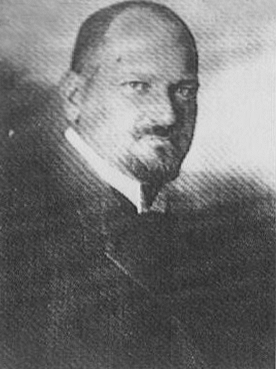
Robert Czerweny (um 1900)

Robert Czerweny von Arland (* 28. August 1878 in Deutschlandsberg; † 3. Mai 1962 in Grafenwiesen) war ein österreichischer Industrieller und Erfinder. Er entwickelte eine frühe, automatische Anlage zur Streichholzherstellung, die Czerweny-Zündholzautomatmaschine und erwarb zahlreiche weitere Patente rund um die Zündholzherstellung.

## Kindheit und Ausbildung
Robert Czerweny wurde am 28. August 1878 als zweiter Sohn von Franz und Marianne Czerweny in Deutschlandsberg geboren. Er maturierte wie sein älterer Bruder Viktor an der Landesoberrealschule in Graz und studierte nach Ende seiner Militärzeit zwei Jahre an der Technischen Hochschule Graz. Darüber hinaus absolvierte er einen Abiturientenkurs an der Grazer Handelsakademie. Seit 1897 war er Mitglied der Grazer akademischen Burschenschaft Marcho-Teutonia.

## Beruflicher Werdegang
Nach dem Ausscheiden von Carl Franz aus dem väterlichen Unternehmen wurde er am 2. September 1898 in die Fabrik berufen, wo er sich zunächst mit der Buchhaltung, der Lohnverrechnung, der Spedition und dem Verkauf vertraut machte. Die Prokura wurde ihm am 30. Oktober 1899 erteilt.
Im Jahr 1900 vertrat Czerweny die Zündholzfirma bei der Weltausstellung in Paris, wo er die Goldmedaille entgegennehmen konnte. Dort hatte er zugleich die Gelegenheit, eine von den französischen Ingenieuren Sevène und Cahen konstruierte Zündholzautomatmaschine in Augenschein zu nehmen. Dies war insbesondere deshalb von Bedeutung, da auch in Deutschlandsberg schon ernsthaft an einer solchen Konstruktion geforscht wurde. Außerdem brachte er aus der französischen Hauptstadt ein Rezept für die ungiftige Sesquisulfidmasse mit, die den bis dahin verwendeten giftigen Weißphosphor ersetzen sollte. Damit konnte die Firma Florian Pojatzi und Company als erstes Unternehmen Mitteleuropas Sesquisulfidzündhölzer in den Handel bringen. Die Zündhölzchen wurden damals unter der heute etwas irreführenden Bezeichnung Sulphur Matches (Schwefelhölzchen) vermarktet, um sie von Phosphorhölzchen abzugrenzen.
Nach Gründung eines Zündholzkartells für die Mittelmeerländer am 1. Juli 1901 war die Firma gezwungen, neue Absatzmärkte zu finden. Robert Czerweny wurde die Aufgabe zuteil, neue Märkte in Ostindien zu erschließen. Um den Transport so preisgünstig wie möglich zu halten, verhandelte er mit dem Österreichischen Lloyd in Triest erfolgreich über Frachtermäßigungen. Nachdem er so die Rahmenbedingungen für den Indienexport geschaffen hatte, trat er im Januar 1902 eine mehrmonatige Indienreise an. Damit bewies er einiges an Mut und Pioniergeist, da dort zu jener Zeit die Pest grassierte.
Bis Ende Mai 1902 besuchte Czerweny alle wichtigen Städte Indiens und konnte Aufträge für 5.000 Kisten Zündhölzer an das heimische Unternehmen senden. Durch seine bahnbrechende Reise wurde dieses Jahr zu einem Markstein für die Zündholzindustrie Österreichs. Bis 1913 exportierten die Zündholzfabrik Deutschlandsberg und die daraus hervorgehende Solo AG rund 40.000 Kisten Zündhölzer nach Indien.
Eine führende Rolle kam Robert Czerweny bei den Fusionsverhandlungen zu, die letztlich zur Gründung des Zündwarenkonzerns „SOLO“ führten. Auch der Name der neuen Gesellschaft entsprang seinen Bestrebungen. Am 1. Juli 1903 ging er als Oberbeamter der Zentrale nach Wien. Er kehrte jedoch bereits im Dezember wieder nach Deutschlandsberg zurück, um anstelle seines krankheitsbedingt beurlaubten Bruders Viktor die Leitung der Werke Deutschlandsberg und Stainz zu übernehmen.
Nach Genesung seines Bruders blieb er zu dessen Unterstützung noch bis zum 1. Januar 1913 in Deutschlandsberg, wo er sich in hohem Maße an allen Modernisierungen und Erweiterungen der Fabrik beteiligte. Im Jahr 1908 betraute ihn die „SOLO“ außerdem mit der Oberaufsicht über die Fabriken in Temesvár und Győr (Raab). 1910 übernahm er zusätzlich die Aufsicht über das Werk in Szeged.
Zu Beginn des Jahres 1913 berief ihn der Konzern als Direktor der Zentrale nach Wien. Er wirkte an der Gründung der Aktiengesellschaft für Zündwarenverkauf in Budapest mit, bevor er von 1914 bis 1915 zum Militärdienst in Pola und Wien eingezogen wurde. Nach Ende des Krieges beteiligte er sich an den kriegsbedingten Reorganisationsarbeiten, legte aber schon 1920 seinen Posten als Direktor der Zentrale nieder, um sich gemeinsam mit seinem Bruder Viktor anderen Tätigkeitsfeldern zuzuwenden. Der SOLO blieb er jedoch als 2. Vizepräsident des Verwaltungsrates noch bis 1938 treu.
1929 erwarb Robert Czerweny zusammen mit seiner Tochter Elfriede und deren Gatten Dr. Peter Engelhart die Zündwaren-Fabrik Johann Hubloher A.-G. in Grafenwiesen im Bayerischen Wald. Er gab ihm den neuen Firmennamen „Allemann“, der gleichzeitig einen Aufruf an die Belegschaft darstellte: „Alle Mann ans Werk!“. Im damaligen Familienbesitz war außerdem die in Olbernhau/Sachsen ansässige Firma Robert Schuster GmbH. Damit sicherte Robert Czerweny von Arland das Monopolrecht für die Herstellung und den Verkauf der Allemann-Zündhölzer für die Linie Engelhart.

## Erfindungen
Robert Czerweny war maßgeblich an der Konstruktion der Czerweny-Zündholzautomatmaschine beteiligt, durch welche die gesamte Familie Weltruhm erlangte. Im Jahr 1946, mittlerweile durfte er sich Kommerzialrat nennen, begann er erneut mit der Entwicklung modernster Maschinen für die Zündholzherstellung. Im Zusammenhang mit der Zündholzerzeugung erwarb er zahlreiche Patente, unter anderem für eine Mahltrommel, eine Holzdraht-Putzmaschine, eine Imprägniermaschine, eine Schachtelbau- und Etikettiermaschine sowie für eine Füllmaschine.